# Serpenticobitis octozona
Serpenticobitis octozona är en fiskart som beskrevs av Roberts, 1997. Serpenticobitis octozona ingår i släktet Serpenticobitis och familjen nissögefiskar. IUCN kategoriserar arten globalt som otillräckligt studerad. Inga underarter finns listade i Catalogue of Life.